# Управление организационными изменениями
Управление организационными изменениями — это управление переходом организации, как системы, из одного устойчивого состояния в другое.

## Поля управления организационными изменениями от управления проектами
У этих двух управлений главным отличием является акцент. Проектный менеджер сфокусирован на технической стороне изменений, а менеджер изменений — на работе с человеческим фактором. Для успешного изменения необходимо в полной мере владеть навыками проектного управления, которые более технологизированы и стараются формализовать, установить четкие рамки для проекта изменений. Этот подход популярнее, так как имеет более древние корни и позволяет представить проект предсказуемым.
Можно выделить следующие отличия в подходах по основным параметрам проекта:
| Параметры изменений | Управление проектом                     | Управление изменениями                                                                       |
| Время               | Уменьшение сроков внедрения             | Определение минимально допустимого срока, необходимого для адаптации внедрения в организации |
| Качество            | Строгое соблюдение технологии внедрения | Учет особенностей организации и волновое внедрения по промежуточным результатам              |
| Стоимость           | Минимизация затрат                      | Стоимость внедрения должна обеспечить минимизацию рисков                                     |

## Возможно ли управлять изменениями в организации
Три явно выраженные теории, объясняющих выживание и разнообразие организаций:
- Экологической популяции — утверждает, что разнообразие организаций   вызвано созданием  новых организаций, заменяющих  старые
- Рациональной адаптации — утверждают, что организационное разнообразие — результат запланированных и реализованных изменений в ответ на угрозы и возможности внешней среды
- Случайных преобразований — изменения вызваны внутренними процессами в организации, но слабо связаны с желаниями руководителей и угрозами внешней среды.

## Вероятность успешности изменений

### Вероятность изменений и ядро организации
М. Т. Ханнан, Дж. Фриман с точки зрения мобилизации ресурсов выделяют следующие ключевые аспекты ядра организации

1. заявленные цели (goals) — с их помощью организация получает признание и другие ресурсы;
2. формы власти (forms of authority) внутри организации и основа взаимодействия между руководителями и сотрудниками;
3. ключевая технология (core technology) — технология производства товаров и услуг, выраженная в капитальных вложениях, инфраструктуре и квалификации персонала;
4. маркетинговая стратегия в широком смысле — типы клиентов (или покупателей), на которых организация ориентирует свою продукцию, и способы привлечения ресурсов из внешней среды.

Последовательность цифр здесь говорит о силе влияния параметра на инерцию (неизменчивость) организации. Цели являются наиболее костными, то есть их изменение будет подвержено наибольшему сопротивлению. Таким образом, вероятность изменений должна снижаться при подъеме по иерархической лестнице, а риски увеличиваться.

### метод DICE
4 жестких фактора являются  лакмусовой бумажкой для оценки  вероятности успеха проекта изменения 
DICE = D + 2*I + 2*C1 + C2 + E
D — Продолжительность (Duration) — время  между контрольными точками проекта
I — Ответственность (Integrity)- качество  изменений будет зависеть от  квалификации исполнителей
C — Приверженность (Commitment) —  поддержка изменений (влиятельные сотрудники,  руководители — С1; сотрудники,  которых затрагивают изменения — С2)
E — Усилие (Effort) — новые обязанности  сотрудников относительно изменений  помимо оперативной работы
Каждому фактору присваивается  число от 1 (благоприятный) до 4  (маловероятный)

## Зависимость методов управления изменениями от представлений организации
От того какой руководители представляют организацию зависят выбираемые ими методы управления изменениями. Э.Кемерон и М.Грин выделяют четыре наиболее часто встречающиеся метафоры организаций :

### Организация, как машина
Ключевые положения:
* Каждый сотрудник подчиняется только одному менеджеру.
* Работа делится между сотрудниками с определенными ролями.
* Каждый индивидуум подчиняется общей цели.
* Команда — это не более чем сумма индивидуальных усилий.
* Менеджеры контролируют процесс, сотрудники придерживаются дисциплины.
Положения об организационных изменениях:
* До оговоренного конечного состояния организацию может изменить руководство.
* Сопротивление будет, и им можно управлять.
* Изменения пройдут успешно в случае эффективного планирования и контроля.
Ограничения метафоры:
* механистический взгляд заставляет менеджеров управлять организацией как машиной.
* при стабильном состоянии данный подход срабатывает, но, когда возникает необходимость значительных изменений, сотрудники воспринимают их как капитальную перестройку, обычно разрушительную, и, соответственно, оказывают сопротивление.  В таком положении трудно что-либо изменять.
* необходимы решительные действия менеджеров, вдохновляющий замысел и контроль сверху.
Руководящие принципы:
* Изменения необходимо вводить
* Сопротивлением можно управлять
* Цели определяют направление движения

### Организация, как политическая система
Ключевые положения:
* Вы не сможете отгородиться от политики организации. Вы уже в ней замешаны.
* Вам понадобятся сторонники, если вы хотите что-нибудь сделать.
* Вы должны знать, кто обладает властью и кто кому благоволит.
* Существуют важные политические расклады, имеющие преимущество по сравнению с официальной структурой организации.
* Коалиции больше значат, нежели рабочие команды.
* Наиболее важные решения касаются распределения дефицитных ресурсов по принципу «кому что достанется», и здесь в ход идут торг, переговоры и соперничество.
Положения об организационных изменениях:
* Изменения не будут иметь успеха, если их не поддержит влиятельный человек
* Чем больше сторонников у изменений, тем лучше
* Необходимо знать политическую карту и понимать, кто в результате изменений выиграет, а кто проиграет
* Среди эффективных стратегий — создание новых коалиций и повторное обсуждение вопросов
Ограничения метафоры:
* Исключительное применение данного подхода может привести к развитию сложных стратегий в стиле Макиавелли
* Учитывая, что в любой организации есть победители и проигравшие, жизнь компании может превратиться в политическую войну.
Руководящие принципы:
* Для изменений необходимы новые коалиции и переговоры

### Организация, как организм
Ключевые положения:
* Не существует «лучшего и единственного пути» построения и управления организацией
* Основа успеха организации — информационный поток между различными частями систем и их окружения
* Необходимо добиться максимального соответствия индивидуальных, командных и организационных потребностей
Положения об организационных изменениях:
* Изменения происходят только в ответ на перемены в окружающей среде (об использовании внутреннего импульса речь не идет)
* Индивидуумы и группы должны осознавать необходимость перемен, чтобы адаптироваться к ним
* Реакцию на изменения в окружающей среде можно выработать
* Стратегии успеха — участие и психологическая поддержка
Ограничения метафоры:
* Представлять компанию в качестве адаптивной системы некорректно. Организация не только адаптируется к своему окружению, но и сама может формировать его, сотрудничая с другими сообществами или организациями, начать производство новых товаров или услуг, значительно изменяя бизнес-среду
* Идеалистичная картина сплоченности и потока информации между департаментами чужда реальности. Иногда разные части организации действуют автономно, и на то есть свои причины
* Опасность превращения метафоры в идеологию о том, что индивидуумы должны полностью слиться с компанией. То есть работу следует устроить так, чтобы люди удовлетворяли свои личные потребности через организацию
Руководящие принципы:
* Должны участвовать сотрудники и осознавать необходимость перемен
* Сотрудникам нужно помогать
* Изменяться нужно в ответ на перемены окружающей среды

## Основные модели организационных изменений
Среди множества подходов к управлению организационным изменениям можно выделить основные отличающиеся модели.

### Трехступенчатая модель изменений Курта Левина
Организационные изменения проходят три ступени:
- «размораживание» сложившегося положения (определение нынешней ситуации, выделение движущей силы и силы сопротивления, описание конечного состояния);
- «движение» к новому состоянию (участие и вовлечение сотрудников);
- стабилизация и «замораживание» нового состояния с помощью определения политики, вознаграждения за успех установки новых стандартов.

### Проектный подход Балока и Баттена
Четыре шага изменения организации
- Исследования (подтверждение необходимости в изменениях, получение соответствующих ресурсов)
- Планирование (участвуют главные ответственные лица и технический персонал, диагноз и действия выражаются в плане изменений)
- Действие (в точном соответствии с планом, обязательно наличие обратной связи, чтобы вводить поправки, если ситуация изменится)
- Интеграция (согласование изменений с другими сферами организации, формализация изменений через установленные в организации механизмы )

### Восемь шагов Коттера
1) Создать атмосферу безотлагательности действий (изучив рыночную ситуацию, конкурентные позиции компании; выявив и проанализировав реальные и потенциальные кризисы, благоприятные возможности)

2) Сформировать влиятельные команды реформаторов (объединив усилия влиятельных сотрудников, агентов перемен; поощряя деятельность участников сформированной команды)

3) Создать видение (создавая образ желаемого будущего с целью повышения активности сотрудников; разработав стратегию достижения видения)

4) Пропагандировать новое видение (используя доступность изложения, метафоры, аналогии, примеры моделей нового поведения команды реформаторов)

5) Создать условия для претворения нового видения в жизнь (устраняя блокирующие новое поведение препятствия; изменяя структуры и обязанности, противоречащие новому видению; поощряя творческий подход и готовность рисковать)

6) Спланировать и достичь ближайшие результаты (планируя обязательные первые шаги; вознаграждая и пропагандируя первые успехи)

7) Закрепить достижения и расширить преобразования (создавая атмосферу доверия к новым подходам; меняя кадровый состав и проводя кадровые перестановки; распространяя успешный опыт по всей организации)

8) Институциализировать новые подходы (формализуя правила поведения; выстраивая взаимосвязь между результатами и вознаграждениями; создавая условия развития для новых качеств сотрудников).

### Модель согласования Д.Надлера и М.Л.Ташмена
Модель представляет организацию, как четыре взаимозависимые подсистемы:
- Работа. Ежедневные обязанности сотрудников. Здесь уточняется форма процесса, воздействие на работников и доступные виды вознаграждения.
- Люди. Навыки и характеристики сотрудников организации. Их ожидания, исходные данные.
- Формальная организация. Структура, системы и политика компании. Принципы организации работы.
- Неформальная организация. Незапланированные, неписаные правила, появляющиеся со временем власть, влияние, ценности и нормы.

Работая над одной подсистемой — влияем на все другие. Оставшиеся без изменения подсистемы стараются вернуть измененные в предыдущее состояние.

### Управление переходом — фазовая модель Уильяма Бриджеса
Изменение состоит из трех фаз:
- Окончание (прежде чем построить что-то новое, нужно положить конец старому; определите, кто и что теряет, предусмотрите реакцию и открыто признайте потери; повторно информируйте об изменениях — людям понадобится время, чтобы это усвоить; обозначьте конец).
- Нейтральная зона (проследить, чтобы люди признали нейтральную зону и восприняли её как часть процесса; могут понадобиться временные структуры — группы специалистов и мини-команды; наладить ритмичную работу организации).
- Новое начало (взращивайте начало осторожно. Его нельзя запланировать или предсказать, но можно поощрить, поддержать и усилить; для нового начала необходимо четыре основных элемента: причина изменений, образ новой организации, пошаговый план действий, место в итоговой картине).

### Обучающая модель изменений Prosci
Логика модели состоит в том, что изменения реализуются по двум направлениям (аспектам: бизнес; сотрудники. То есть успех преобразований возможен, если управлять одновременно проектом внедрения и изменениями сотрудников.
Проект внедрения должен включать следующие стадии:
- Определение потребности бизнеса в изменениях и возможности их реализации
- Определение целей и разработка плана преобразований
- Реализация проекта изменений
- Поддержание измененного состояния

Изменение сотрудников отражает происходящее в сотрудниках в процессе трансформации их взглядов и поведения.
- Осознание необходимости изменений (Awareness)
- Желания поддержать изменения и участвовать в них (Desire)
- Знания того, как осуществлять изменения и каким должен быть результат (Knowledge)
- Способности внедрять изменения день за днем (Ability)
- Способности закрепить изменения (Reinforcement)

## Изменения организации и обучение
Изменения в организации связаны с приобретением знаний, умений и навыков её сотрудниками. Управление этим процессом называется обучением.

### Обучение организации
Согласно проведенному анализу Мэри Кроссан, Генри Лейн и Родерик Уайт обучение организации — это процесс изменения в сознании и действиях сотрудников, групп и компании в целом. Речь идет о том, что поведенческие и мыслительные процессы в организации связываются четырьмя процессами :
- Подсознательными;
- Включения;
- Интегрирования;
- Институционализации.

Начало обучения организации происходит на уровне личности и его подсознания. Потом, в процессе анализа, внешние знания включаются в практическую деятельность сотрудников. Отдельно освоенные работниками элементы объединяются для использования вместе, на групповом уровне. Интегрируясь, они переносятся на уровень всей организации и институционализируются, внедряясь во все сферы деятельности через процессы, структуры и оперативные процедуры.
Имеется три уровня перехода:
- Индивидуальный
- Групповой
- Организационный

На каждом из них обучение может прекратиться, встречая различные препоны . А с другой стороны может быть ускоренно в зависимости от того, насколько позитивны его результаты и если изменения затронули наиболее влиятельных лиц организации.
При чем изменения как начинаются у отдельных людей, так и заканчиваются на организационном уровне у отдельных людей. То есть обучение на одном уровне подпитывает обучение на другом уровне, как вверх, так и вниз.

### Обучение сотрудника
R.Hersey и K.Blanchard предлагают рассматривать изменения в сотруднике на нескольких уровнях .
Уровень знаний — получение информации об изменении, понимание их сути, выгод и угроз.
Уровень отношений к изменениям — принятие или отторжение рассудком и на эмоциональном уровне необходимости преобразований и конкретных действий.
Уровень индивидуального поведения — действия, совершаемые сотрудником в поддержку изменений.
Уровень организационного поведения — взаимодействие сотрудника с другими в соответствии с новыми требованиями.
Изменение на уровне взаимодействия с другими сложнее остальных уровней и требует наибольшего времени.

## Сопротивление организационным изменениям
Два кардинальных подхода к сопротивлению изменениям
Инерционность организации
Организация вынуждена тратить много усилий на воспроизводство самой себя (сохранения стабильного, неизменчивого состояния). Это вызвано факторами:
- Внутренними:

 — Необратимые затраты на производственные объекты, оборудование, персонал
 — Динамика развития политических коалиций
 — Тенденции создавать нормативы на основе отдельных прецедентов
- Внешними

 — Правовые и иные барьеры при вступлении в определённую деятельность и выходе из неё
 — Отношение обмена с другими организациями  — инвестиции, которые нельзя приобрести или списать, как затраты на обычное оборудование
 — Легитимность деятельности
 — Потеря институциональной поддержки
Гомеостаз организации защищают организацию от рисков, связанных с изменениями.
Сопротивление персонала
- Сопротивление изменениям — нежелание сотрудников организации изменять устоявшиеся привычки, страх нового, утраты положения и т. д.
- Противники перемен рассматриваются, не только, как неизбежные враги изменений, но и самое главное зло успешных преобразований.